# Monte Tuoro
Il Monte Tuoro (1424 m) è una montagna dell'Appennino campano nel comune di Castelvetere sul Calore. Rappresenta l'estrema propaggine settentrionale del massiccio montuoso del Terminio, in provincia di Avellino, a sua volta porzione occidentale del Gruppo dei Monti Picentini (assieme ai Mai, ai Licinici ed al Cervialto).
La montagna è costituita da un rilievo aspro e roccioso sul versante settentrionale, che si raccorda in modo più graduale a sud con una piana endoreica che, localmente assume i toponimi di Piana Sant'Agata ad ovest e Piano del Mangano ad est. Ancora più a sud la dorsale si estingue nell'ampia Piana del Dragone, un bacino a pull-apart situato al centro del massiccio del Terminio. La vetta del Monte Tuoro si trova a 1432 m s.l.m. ed ospita dei ripetitori. Dalla vetta il crinale si protrae verso WNW fino al Monte Luceto (1315 m s.l.m.) per poi terminare in modo abrupto a monte dell'abitato di Chiusano di San Domenico. La valle tettonica del Piano dell'Angelo separa questo crinale dall'anticima del Monte Vena dei Muli (1414 m s.l.m.), da cui il versante si raccorda ad est con gli abitati di Castelvetere sul Calore e Montemarano.

## Geologia
I terreni affioranti sono costituiti per la gran parte da rocce carbonatiche di età mesozoica; in particolare calcari neritici del Giurassico e Cretacico, a luoghi fortemente carsificati, si trovano in contatto tettonico con rocce silicoclastiche di età Cenozoica del Flysch di Castelvetere ed altre formazioni geologiche irpino-sannitiche. L'aspra natura topografica della montagna rispecchia il forte controllo tettonico plioquaternario che ebbe luogo in Appennino Campano negli ultimi 5 milioni di anni e che giustifica, tra l'altro, la vivace sismicità del territorio irpino. I calcari, essendo rocce lapidee dotate di notevole resistenza agli agenti geomorfologici, contribuiscono a conservare l'asprezza delle forme dei versanti nel tempo. Ciò non esclude la possibilità che si possano manifestare fenomeni franosi anche di notevole rilievo, quali crolli e ribaltamenti in roccia, scivolamenti di blocchi rocciosi frammisti a terreni sciolti e colate o scorrimenti rotazionali in terreni disomogenei nelle parti più periferiche della struttura montuosa.

## Geomorfologia
Il carsismo è diffuso in modo quasi uniforme su tutta la struttura e si manifesta in modo spettacolare con macroforme epigee (doline, pseudodoline, forre carsiche, polje e inghiottitoi più o meno studiati) e microforme meno vistose, tuttavia frequenti e di primaria rilevanza nel modellamento globale del paesaggio (campi carreggiati, docce, kamenitza, fori di dissoluzione...). Laddove il carsismo agisce con maggiore intensità, la superficie topografica risulta affetta da maestose forme di dissoluzione, crollo, avvallamento e riempimento del substrato carbonatico con materiali di coltre eluvio-colluviale e, più raramente, piroclastici. Al carsismo si sovrappongono manifestazioni gravitative (frane, creep delle coltri pedologiche) e rari fenomeni crionivali. Essendo il carsismo responsabile di una notevole infiltrazione delle acque piovane e delle nevi, le forme da erosione per ruscellamento sono ridotte al minimo, tuttavia nelle conche endoreiche è possibile studiare interessanti strutture stratigrafiche nel sedimento delle coltri mobilitate verso il centro della piana.

## Idrogeologia
Il carsismo controlla in modo preponderante le modalità con cui le acque piovane e le nevi vengono smistate sul rilievo: la gran parte di queste s'infiltra direttamente nell'epicarso e da qui, seguendo percorsi in gran parte sconosciuti, raggiunge la falda basale dell'importante idrostruttura Terminio-Tuoro. Con molta probabilità le acque circolanti in questa montagna migrano verso il gruppo sorgivo di Baiardo a est in territorio di Montemarano e Castelvetere, anche se in parte possono essere smistate direttamente verso i gruppi sorgivi di Sorbo Serpico a ovest e verso i circuiti carsici profondi della Piana del Dragone da cui, con traiettorie e modalità diverse, vengono dirottate verso i gruppi sorgivi di Cassano Irpino e, forse, del Serino, tutti in Irpinia. La conca endoreica della Piana Sant'Agata e, in misura minore, le varie doline presenti sui versanti, svolgono l'importante funzione di veicolare in modo graduale verso l'interno dell'idrostruttura le acque provenienti dallo scioglimento delle nevi in tardo Inverno. Piccole scaturigini a carattere per lo più stagionale (Sorgente della Pila, Acqua del Castagno, Sorgente Sant'Agata) si rinvengono nella parte alta della struttura, al bordo della conca endoreica.

## Vegetazione
Il faggio (Fagus sylvatica) vegeta a tutte le quote comprese tra l'abitato di Chiusano (circa 700 m s.l.m.) e la vetta del Tuoro (1432 m s.l.m.). Alle quote comprese tra 700 e 1000 m si rinvengono rimboschimenti di conifere anche piuttosto rilevanti. Il castagno (Castanea sativa), il cerro (Quercus cerris) e l'acero di montagna (Acer pseudoplatanus) vegetano bene fino a circa 1200 m di quota anche in associazione al faggio; a quote superiori il faggio risulta la specie dominante e deprime la crescita di altri alberi e cespugli di sottobosco. La vegetazione si spinge in modo uniforme fino alla vetta. Il versante nord è densamente boscato, nonostante la presenza di falesie strapiombanti e a tratti anche aggettanti.

## Aspetti naturalistici
Il Tuoro è un sito di interesse comunitario e rientra nel Parco regionale dei Monti Picentini e nella Comunità Montana Terminio-Cervialto.